# Niszczyciele rakietowe typu County
Niszczyciele rakietowe typu County – typ ośmiu brytyjskich niszczycieli rakietowych, opracowanych specjalnie na potrzeby systemu przeciwlotniczego Sea Slug. Okręty weszły do służby w Royal Navy w latach 60. XX wieku.
Okręty pierwszej serii (podtyp „London”) zostały wycofane ze służby na przełomie lat 70. i 80. XX wieku. HMS „London” został sprzedany do Pakistanu, gdzie służył do 1995 roku pod nazwą „Babur”. Okręty drugiej serii (podtyp „Norfolk”) zostały w latach 80. sprzedane do Chile. Ostatni okręt został wycofany ze służby w 2006 roku.
Dwa niszczyciele chilijskie „Almirante Cochrane” i „Blanco Encalada” zostały przebudowane przez zastąpienie przestarzałych wyrzutni rakiet Sea Slug i Sea Cat przez duże lądowisko dla śmigłowców na rufie z hangarem dla dwóch dużych śmigłowców NAS 332SC Cougar (licencyjna Super Puma). Zastosowano też nowoczesne izraelskie pociski plot bliskiego zasięgu Barak SAM.

## Okręty
- Podtyp London (Batch 1)
  - HMS „Devonshire”
  - HMS „Hampshire”
  - HMS „Kent”
  - HMS „London” (sprzedany do Pakistanu jako „Babur”)
- Podtyp Norfolk (Batch 2)
  - HMS „Antrim” (sprzedany do Chile jako „Almirante Cochrane”)
  - HMS „Glamorgan” (sprzedany do Chile jako „Almirante Latorre”)
  - HMS „Fife” (sprzedany do Chile jako „Blanco Encalada”)
  - HMS „Norfolk” (sprzedany do Chile jako „Capitán Prat”)